# Nele Barber
Nele Mathilde Alwine Barber (* 27. Oktober 1994 in Berlin) ist eine deutsche Volleyball- und Beachvolleyballspielerin.

## Karriere Halle
Barber begann 2005 mit dem Volleyball in ihrer Heimatstadt bei der SG Rotation Prenzlauer Berg. 2008 wurde sie mit der U16 des Vereins deutsche Meisterin. In der Saison 2008/09 gehörte die Schülerin dem Regionalliga-Kader an und schaffte mit dem Team den Aufstieg in die Zweite Bundesliga Nord. Anschließend wechselte die Außenangreiferin zum VC Olympia Berlin. Sie war Schülerin des Schul- und Leistungssportzentrums Berlin, mit dem sie im Juli 2010 durch einen 3:1-Sieg über China Schulweltmeisterin wurde. Mit der U18-Nationalmannschaft erreichte sie bei der Europameisterschaft 2011 in Ankara den vierten Rang. Bei der Weltmeisterschaft des gleichen Jahrgangs, die ebenfalls in der türkischen Hauptstadt stattfand, belegte Deutschland mit Barber den fünften Platz. 2011/12 und 2012/13 spielte Barber im Bundesliga-Team des VC Olympia.
Anschließend studierte Barber in den Vereinigten Staaten. Von 2013 bis 2014 war sie an der Marquette University in Milwaukee aktiv und spielte und in der Universitätsmannschaft. Anschließend setzte sie ihr Studium an der California State University, Long Beach fort. Danach kehrte sie zurück in die deutsche Bundesliga. In der Saison 2018/19 spielte sie beim 1. VC Wiesbaden. Mit dem Verein kam sie ins Viertelfinale des DVV-Pokals und der Bundesliga-Playoffs. In der Nations League 2019 hatte sie Spiele in der A-Nationalmannschaft. Danach wechselte sie zum Ligakonkurrenten SSC Palmberg Schwerin. Im DVV-Pokal 2019/20 kam sie mit dem Verein ins Halbfinale. Als die Bundesliga-Saison kurz vor den Playoffs abgebrochen wurde, stand Schwerin auf dem ersten Tabellenplatz. In der Saison 2020/21 spielte Barber beim USC Münster.

## Karriere Beach
Seit 2021 spielt Barber auf nationalen Beachvolleyball-Turnieren. Zunächst hatte sie verschiedene Partnerinnen, 2022 vorwiegend Sophie Apel. Im März 2023 wurde Barber zusammen mit Melanie Gernert, Jennifer Gernert-Scharmacher und Lydia Scherber Deutsche Meisterin im Snowvolleyball in Oberstaufen. Mit Laura Mählmann qualifizierte sich Barber für die Deutsche Beachvolleyball-Meisterschaft 2023 in Timmendorfer Strand.
Seit 2024 spielt Barber zusammen mit Melanie Gernert. Im Februar wurden Barber und Gernert zusammen mit Scherber erneut Deutsche Meisterin im Snowvolleyball in Oberstaufen. Beim ersten Turnier der German Beach Tour 2024 in Düsseldorf holten Barber/Gernert den zweiten Platz. Bei der Deutsche Beachvolleyball-Meisterschaft 2024 erreichten sie Platz neun. 2025 gewannen Barber/Gernert/Scherber zum dritten Mal in Folge die Deutsche Snowvolleyball-Meisterschaft. Auf der German Beach Tour 2025 gewannen Barber und Gernert im Juni das Turnier in Bremen und im August das erste Turnier in Berlin.